# Église de la Sainte-Vierge de Babylone El-Darag

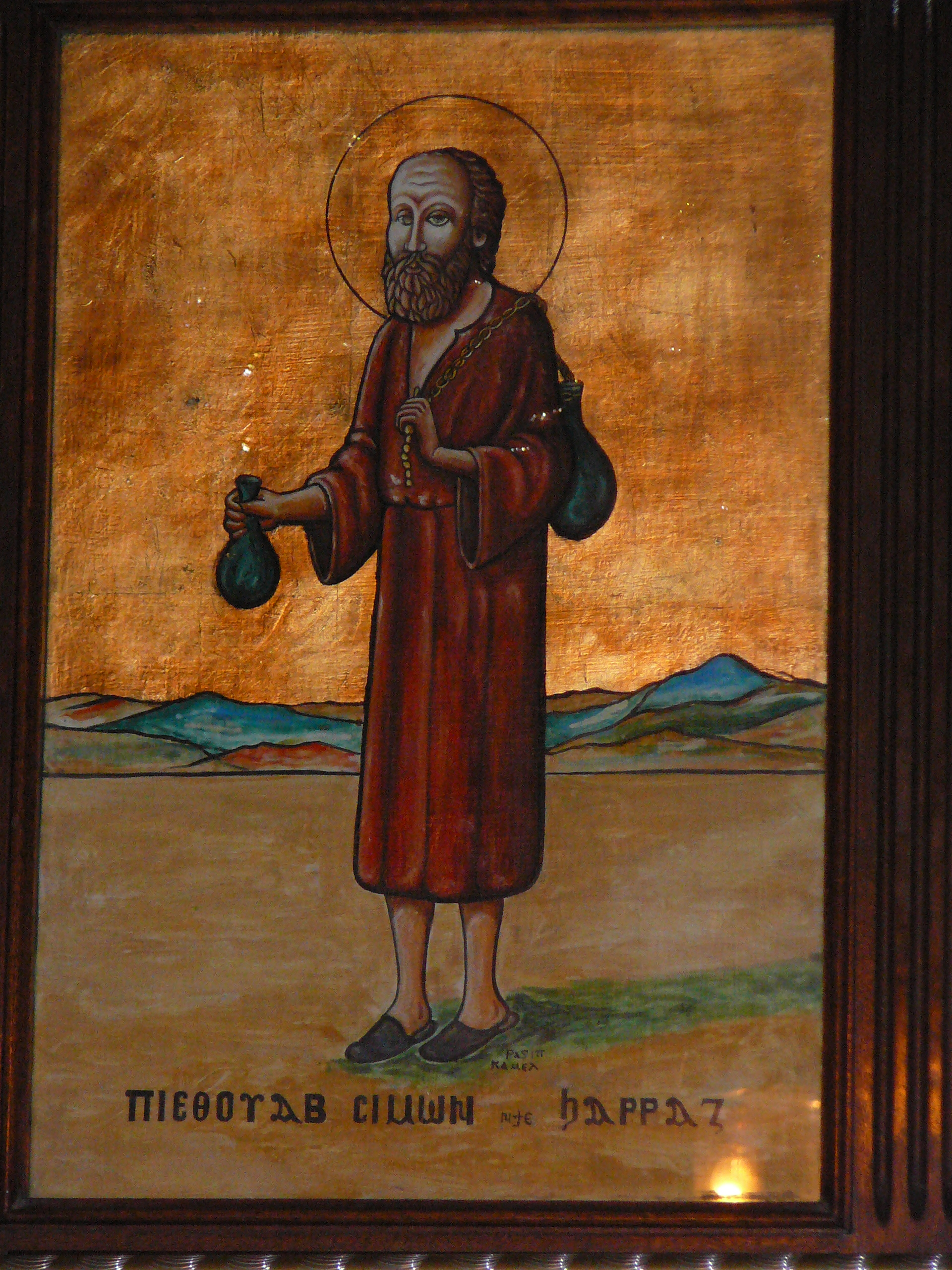
Icône copte de Saint Simon le Cordonnier (représenté comme un borgne portant un sac d'eau, comme il avait l'habitude de porter de l'eau aux malades et aux personnes âgées chaque matin avant d'aller travailler.

L'église de la Sainte-Vierge de Babylone El-Darag (litt. « Babylone des Marches ») est une église copte orthodoxe du Caire copte construite au XIe siècle apr. J.-C.. 

## Histoire
L'église de la Sainte Vierge de Babylone El-Darag fut occupée du XIe au XVe siècle par plusieurs patriarches coptes, dont sept furent enterrés dans l'église. Le pape Zacharie en faisait partie.
Le pape Cyrille VI d'Alexandrie priait dans l'église avant d'accéder à la papauté. Selon la tradition, l'église était l'un des lieux de repos de la Sainte Famille lors de son séjour en Égypte, ainsi que le lieu d'où Pierre envoyait son épître (1 Pierre 5 : 13). 
Les reliques des saints Demiana et Simon le Tanneur se trouvent également dans l'église.

## Architecture
Le plan au sol de l'église est typique des autres églises coptes : un narthex, une nef, un chœur, des bas-côtés nord et sud et trois sanctuaires. Le sanctuaire nord est dédié à la Vierge Marie et le sanctuaire sud sert de sanctuaire. Il contient plusieurs icônes du XIXe siècle de la Sainte Vierge et des saints Demiana, Etienne, Barbara, Shenouda, Paul l'Ermite, Antoine et Pierre et Paul . 

## Voir également
- Egypte chrétienne
- Liste des églises coptes orthodoxes en Égypte